# Compango

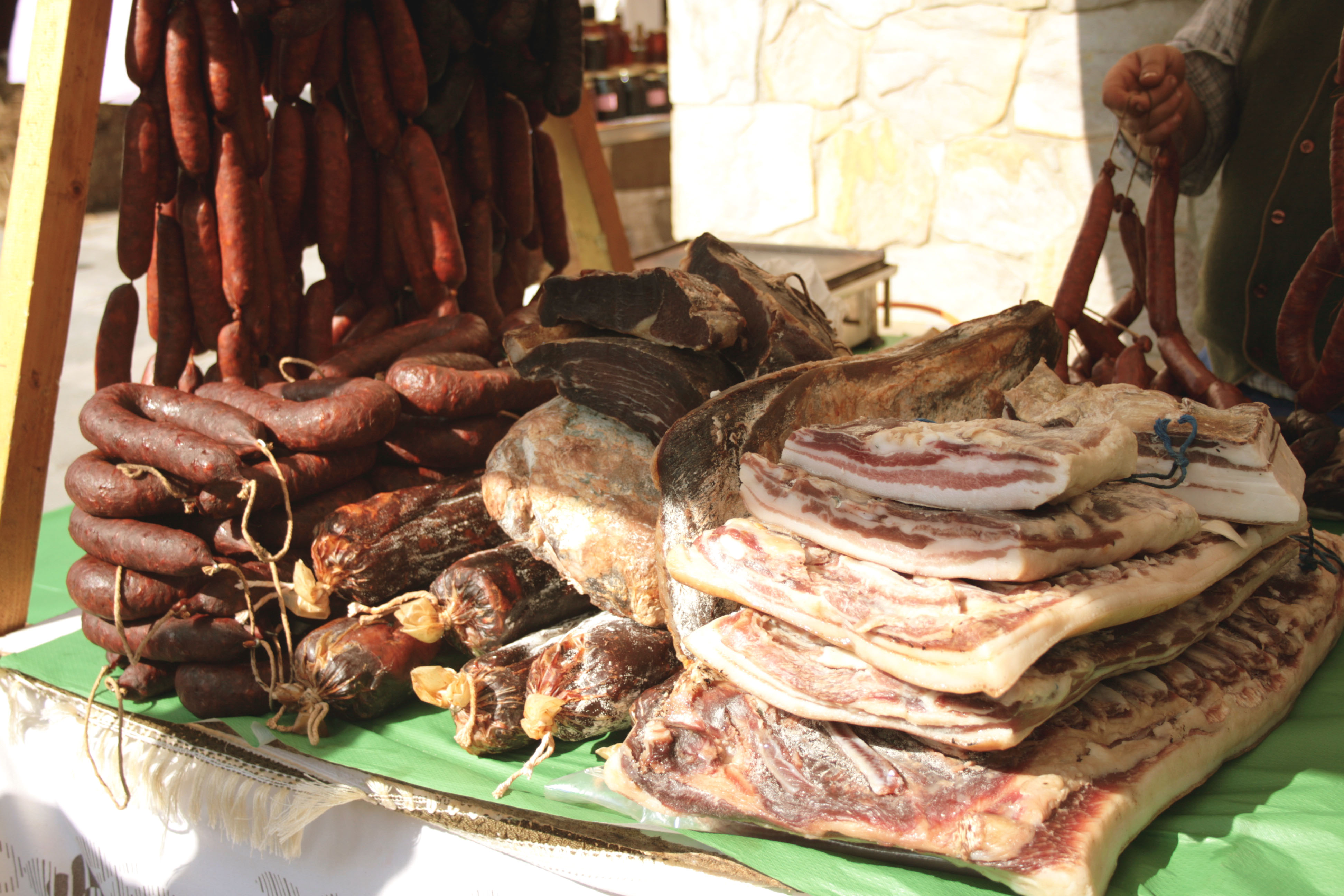
Algunos de los elementos que intervienen en el compango.

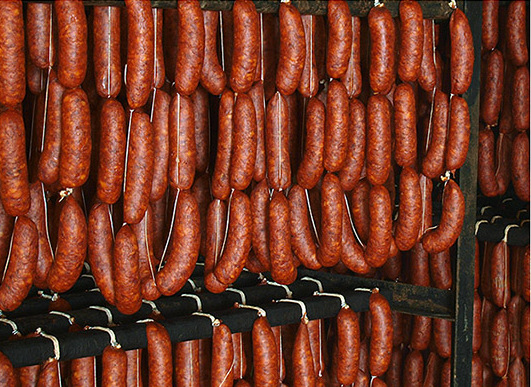

El compango es el acompañamiento cárnico ahumado empleado en la elaboración de la fabada asturiana y los cocidos lebaniego y montañés. Consta generalmente de chorizo, morcilla y tocino entreverado. Es un ingrediente típico de las cocinas asturiana y cántabra que se añade a todo tipo de potajes: con lenteja, berzas, etc. Hoy en día puede encontrarse el compango envasado al vacío en la mayoría de los supermercados españoles.
También se denomina así a todo alimento cárnico susceptible de ser ingerido acompañado únicamente de pan, a modo de bocadillo o tentempié.

## Los componentes del compango

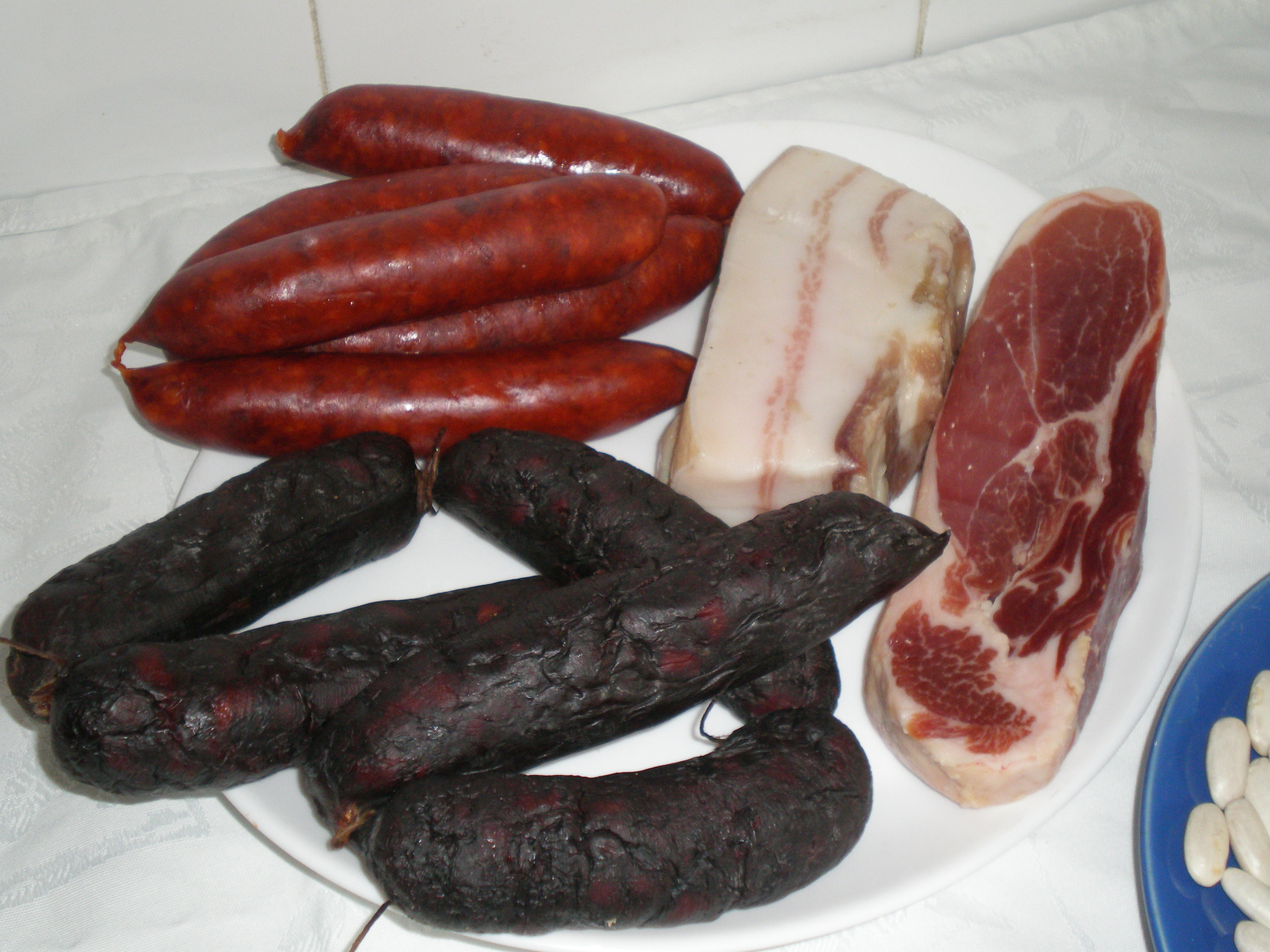
Chorizo, morcilla, lacón y tocino.

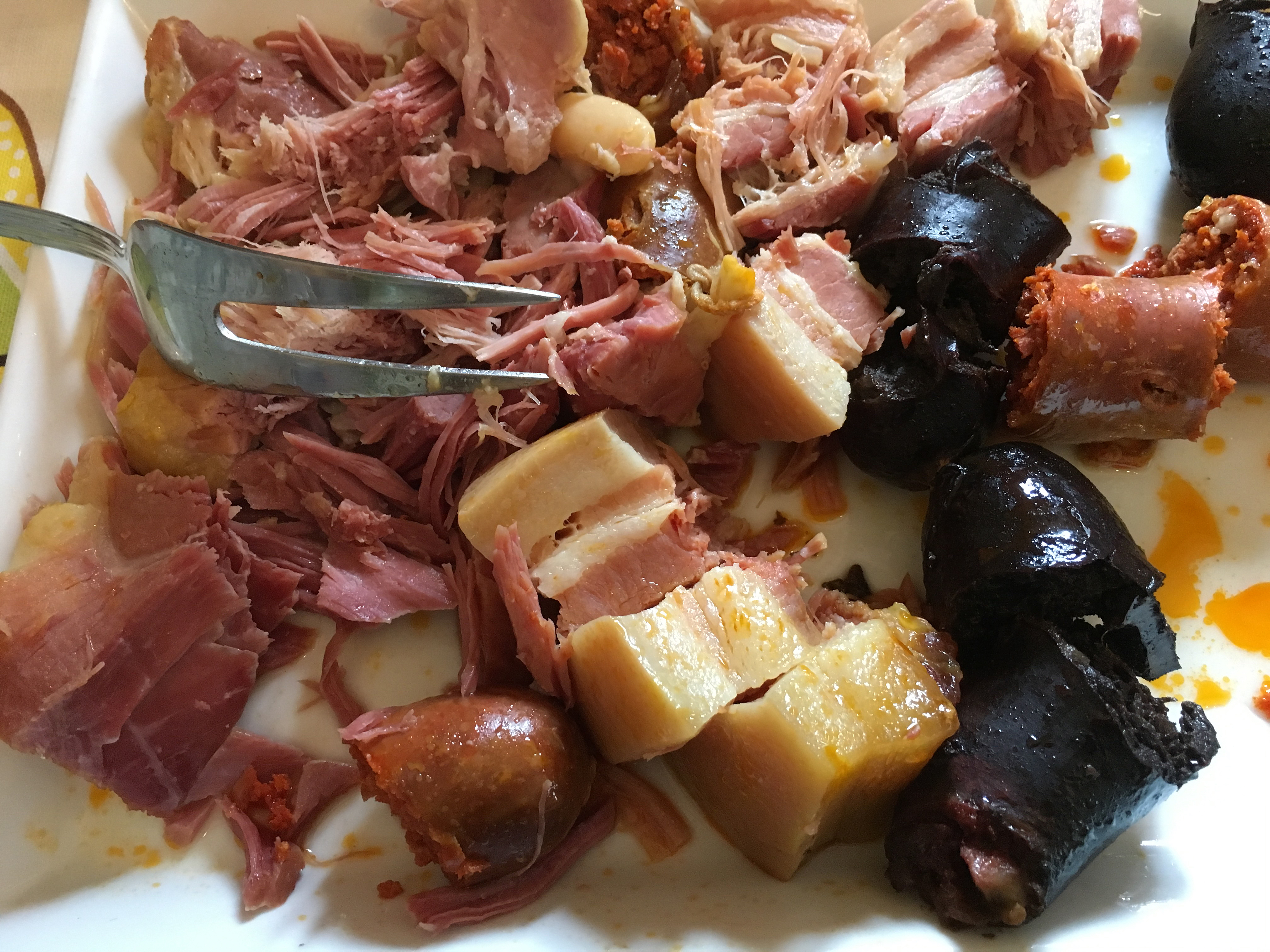
Compango de la fabada preparado para servir en la mesa.

Los ingredientes suelen ser diversos, además de la morcilla el chorizo y el tocino, suele haber otros ingredientes como: cabeza de cerdo, costilla fresca, etc.

### La morcilla
La morcilla asturiana del compango es negra, con fuerte sabor a humo y de sabor fuerte, contiene cebolla y suele escaldarse antes de ser embuchada. Es de los elementos más pesados y difíciles de digerir del compango cuando se emplea en un cocido. Interviene sólo en la última parte de cocción de la fabada, ya que se suele romper. No obstante es costumbre pinchar su piel antes de ser introducida en el caldo para que no explote con la dialatación del calor. Su sabor es inconfundible en la fabada,se puede decir que aporta el máximo sabor.

### El chorizo
El chorizo asturiano es fuerte de sabor, suele estar curado al humo y contiene una gran proporción de pimentón, el color rojizo de los guisados con este chorizo se debe en parte a este ingrediente. El chorizo y el tocino se suelen poner una hora antes de que vaya a terminar la cocción. Suelen ser unos chorizos de pequeño tamaño, 30 cm de longitud con piel embuchada fina.

### El tocino y lacón
El tocino ha de ser entreverado, con abundante carne entre la grasa. Suele estar en salazón (panceta en salazón), en este caso se pone a remojo la noche anterior.

### La moscancia
Se trata de una morcilla fresca elaborada con sebo y sangre de vacuno a diferencia de la morcilla tradicional que se hace con sangre de cerdo. Se emplea normalmente en el compango del cocido de garbanzos.

## Usos
El compango se puede encontrar en los siguientes platos:
- Fabada asturiana - Los tres elementos se comen aparte.
- Pote asturiano - Los tres elementos se comen aparte.
- Cocido lebaniego - Los tres elementos se comen aparte.
- Cocido montañés - Los tres elementos se comen juntos o aparte.
- Borona - Suele llevar algún ingrediente del compango, además de carne sin elaborar.